# جوناثان وارد (سياسي)
جوناثان وارد (بالإنجليزية: Jonathan Ward)‏ هو محامي وقاضي وسياسي أمريكي، ولد في 21 سبتمبر 1768، وتوفي في 28 سبتمبر 1842. انتخب عضو مجلس ولاية نيويورك وانتخب عضو مجلس النواب الأمريكي.